# Missisipi (stan)

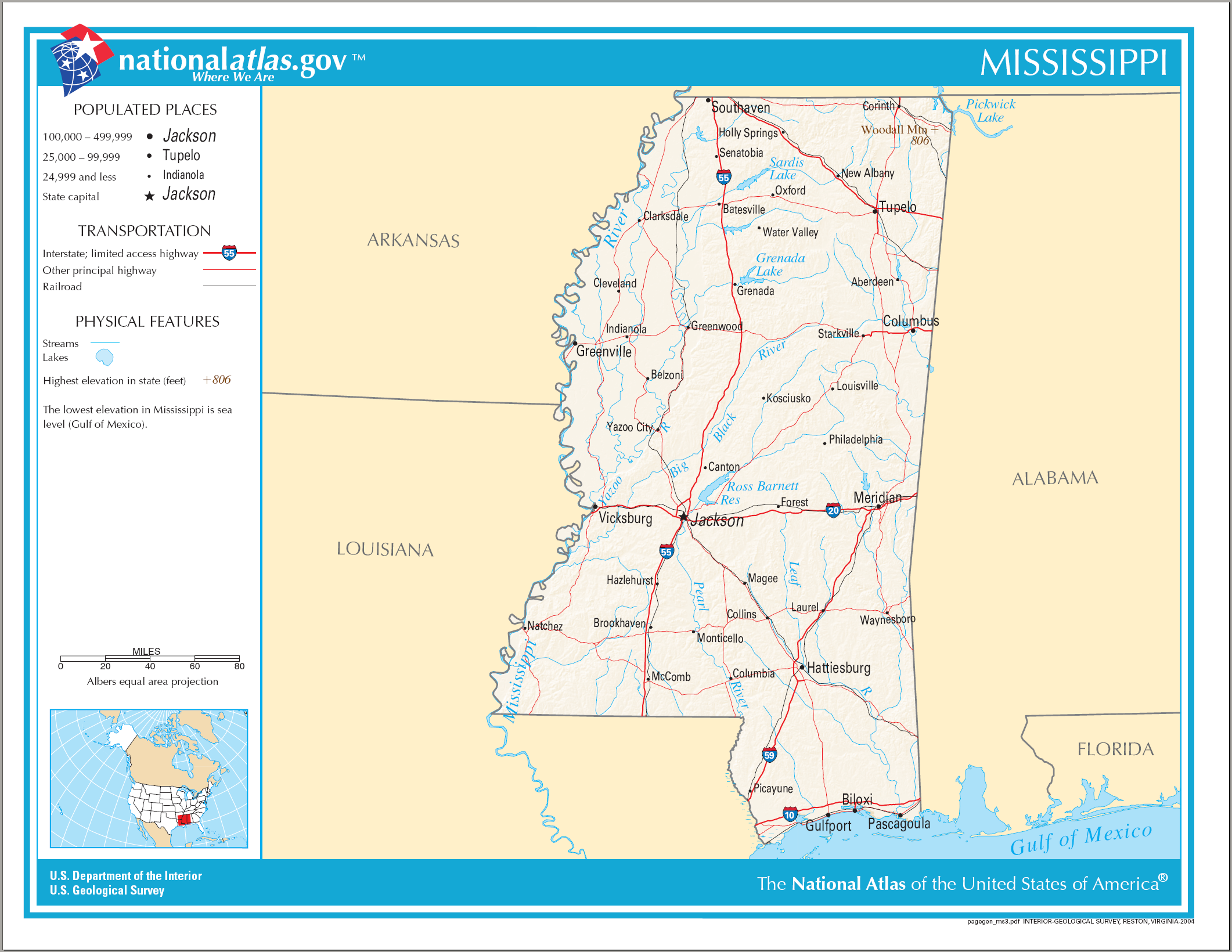
Mapa stanu

Missisipi (ang. Mississippi; wymowa:/ˌmɪsɪˈsɪpi/ⓘ) – stan w południowej części Stanów Zjednoczonych, położony nad Zatoką Meksykańską. Według spisu z 2020 roku liczy 2,96 mln mieszkańców.
Od zachodu sąsiaduje ze stanami Luizjana i Arkansas, od północy z Tennessee, od wschodu z Alabamą. Stolicą stanu jest Jackson (167 tys., 2017), a główny port morski to Gulfport (71,8 tys. mieszkańców, 2017).
Powierzchnia stanu wynosi 121,5 tys. km², głównie jest to teren nizinny o średniej wysokości 91 m n.p.m. Rzeka Missisipi, która wyznacza zachodnią granicę stanu, jest jedną z najdłuższych rzek na świecie.
Missisipi ma najwyższy odsetek ludności czarnoskórej wśród stanów USA, co jest spuścizną roli, jaką na tym obszarze odgrywało niewolnictwo. W 1860 roku Missisipi miało największy udział w kraju w produkcji bawełny, a niewolnicy stanowili 55% populacji stanu.

## Historia
Jako pierwsi Europejczycy przybyli do Missisipi w 1540 Hiszpanie z ekspedycji Hernanda de Soto. W XVII wieku rozpoczął się napływ osadników francuskich. W 1682 René-Robert Cavelier de La Salle objął w imieniu Ludwika XIV dolinę rzeki Missisipi (Luizjana). Od 1763 obszar ten należał do Wielkiej Brytanii, od 1783 do Stanów Zjednoczonych. Od 1817 ma status samodzielnego stanu. W czasie wojny secesyjnej należał do Konfederacji. W 1870 został ponownie przyjęty do Unii. Działał tu Ku Klux Klan.

## Literatura
Z Missisipi pochodził pisarz William Faulkner, laureat Nagrody Nobla w dziedzinie literatury za 1949 rok. Pisarz w cyklu swoich powieści opisywał fikcyjne hrabstwo Yoknapatawpha położone w Missisipi i wzorowane na jego rzeczywistych miejscach. Z tego stanu wywodził się także dramaturg Tennessee Williams.

## Gospodarka
Stan rolniczy, najsłabiej zurbanizowany i najuboższy w kraju (ma najmniejszy spośród wszystkich stanów Stanów Zjednoczonych PKB na 1 mieszkańca, który w 2014 roku wynosił 31551 USD).
W 2016 oszacowano 7,6 mld USD przychodu oraz 29% zatrudnienia bezpośredniego i pośredniego w sektorze rolniczym. Najważniejsze znaczenie w tym sektorze mają hodowla drobiu i produkcja jaj (2,9 mld USD szacowanego przychodu), leśnictwo (1,4 mld USD), produkcja nasion soi (1 mld USD), uprawa bawełny (442 mln USD), kukurydzy (436 mln USD), hodowla bydła i cieląt (315 mln USD), hodowla sumów – stan Missisipi jest ich największym producentem na świecie (169 mln USD), uprawa ryżu (139 mln USD), produkcja siana (129 mln USD), uprawa batatów (116 mln USD), roślin ogrodniczych (105 mln USD) oraz hodowla nierogacizny (92 mln USD). Pewne znaczenie mają również orzeszki ziemne, produkcja mleka, uprawa pszenicy oraz sorgo (łącznie 66 mln USD szacowanego przychodu w 2016 roku).
Oprócz rolnictwa najważniejsze znaczenie w gospodarce stanu mają: przetwórstwo, rybołówstwo, hazard oraz eksploatacja ropy naftowej i gazu ziemnego.

## Miejscowości
Na terenie stanu Missisipi znajduje się 298 miast (city lub town) i wsi (village), w tym jedno o liczbie ludności przekraczającej 100 000, 42 powyżej 10 000 mieszkańców, a 146 powyżej 1000 mieszkańców (2021 r.).
Lista miast zamieszkanych przez 4000 lub więcej osób (2021 r.):

- Jackson (149 761)
- Gulfport (72 105)
- Southaven (55 429)
- Biloxi (49 241)
- Hattiesburg (47 068)
- Olive Branch (40 276)
- Tupelo (37 667)
- Meridian (34 424)
- Greenville (28 777)
- Madison (27 719)
- Clinton (27 451)
- Pearl (27 258)
- Horn Lake (26 737)
- Oxford (26 430)
- Brandon (25 373)
- Starkville (24 657)
- Ridgeland (24 058)
- Columbus (23 319)
- Pascagoula (21 849)
- Vicksburg (20 904)
- Gautier (18 996)
- Ocean Springs (18 387)
- Hernando (17 345)
- Laurel (17 106)
- Long Beach (16 856)
- Clarksdale (14 410)
- Corinth (14 382)
- Greenwood (14 037)
- Natchez (13 824)
- D’Iberville (13 236)
- Grenada (12 471)
- Byram (12 456)
- McComb (12 217)
- Moss Point (12 039)
- Brookhaven (11 812)
- Picayune (11 784)
- Petal (11 505)
- Cleveland (10 909)
- Canton (10 688)
- Flowood (10 373)
- Yazoo City (10 163)
- Bay St. Louis (10 009)
- West Point (9983)
- Diamondhead (9442)
- Indianola (9342)
- Booneville (8681)
- Senatobia (8099)
- New Albany (7618)
- Batesville (7326)
- Richland (7180)
- Waveland (7038)
- Kosciusko (7022)
- Philadelphia (6995)
- Holly Springs (6565)
- Amory (6513)
- Louisville (6008)
- Columbia (5914)
- Pass Christian (5882)
- Carthage (5707)
- Pontotoc (5684)
- Ripley (5362)
- Forest (5339)
- Saltillo (4910)
- Aberdeen (4856)
- Crystal Springs (4768)
- Florence (4623)
- Waynesboro (4541)
- Ellisville (4510)
- Winona (4339)
- Wiggins (4289)
- Fulton (4022)

## Demografia

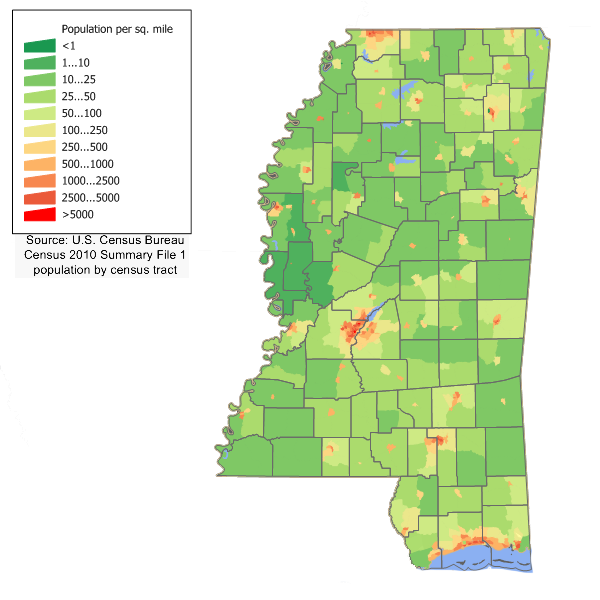
Mapa gęstości zaludnienia

Spis ludności z roku 2010 stwierdza, że stan Missisipi liczy 2 967 297 mieszkańców, co oznacza wzrost o 122 651 (4,3%) w porównaniu z poprzednim spisem z roku 2000. Dzieci poniżej piątego roku życia stanowią 6,3% populacji, 23,9% mieszkańców nie ukończyło jeszcze osiemnastego roku życia, a 15,5% to osoby mające 65 i więcej lat. 51,5% ludności stanu stanowią kobiety.

### Język
Najpowszechniej używanymi językami są:
- język angielski – 96,18%,
- język hiszpański – 2,29%.

### Rasy i pochodzenie
Według danych z 2019 roku, 58,0% mieszkańców stanowiła ludność biała (56,3% nie licząc Latynosów), 38,0% to czarnoskórzy lub Afroamerykanie, 1,5% miało rasę mieszaną, 1,0% to Azjaci, 0,5% to rdzenna ludność Ameryki, 0,01% to Hawajczycy i mieszkańcy innych wysp Pacyfiku. Latynosi stanowią 3,0% ludności stanu.
Poza osobami pochodzenia afroamerykańskiego, do największych grup należą osoby pochodzenia „amerykańskiego” (10,2%), irlandzkiego (6,4%), angielskiego (6,7%) i niemieckiego (4,9%). Obecne są także duże grupy osób pochodzenia szkockiego lub szkocko–irlandzkiego (86,8 tys.), francuskiego (71,8 tys.), meksykańskiego (51,2 tys.) i włoskiego (47 tys.). Liczbę Polaków oszacowano na 12,3 tys.

### Religia
Dane z 2014 roku:

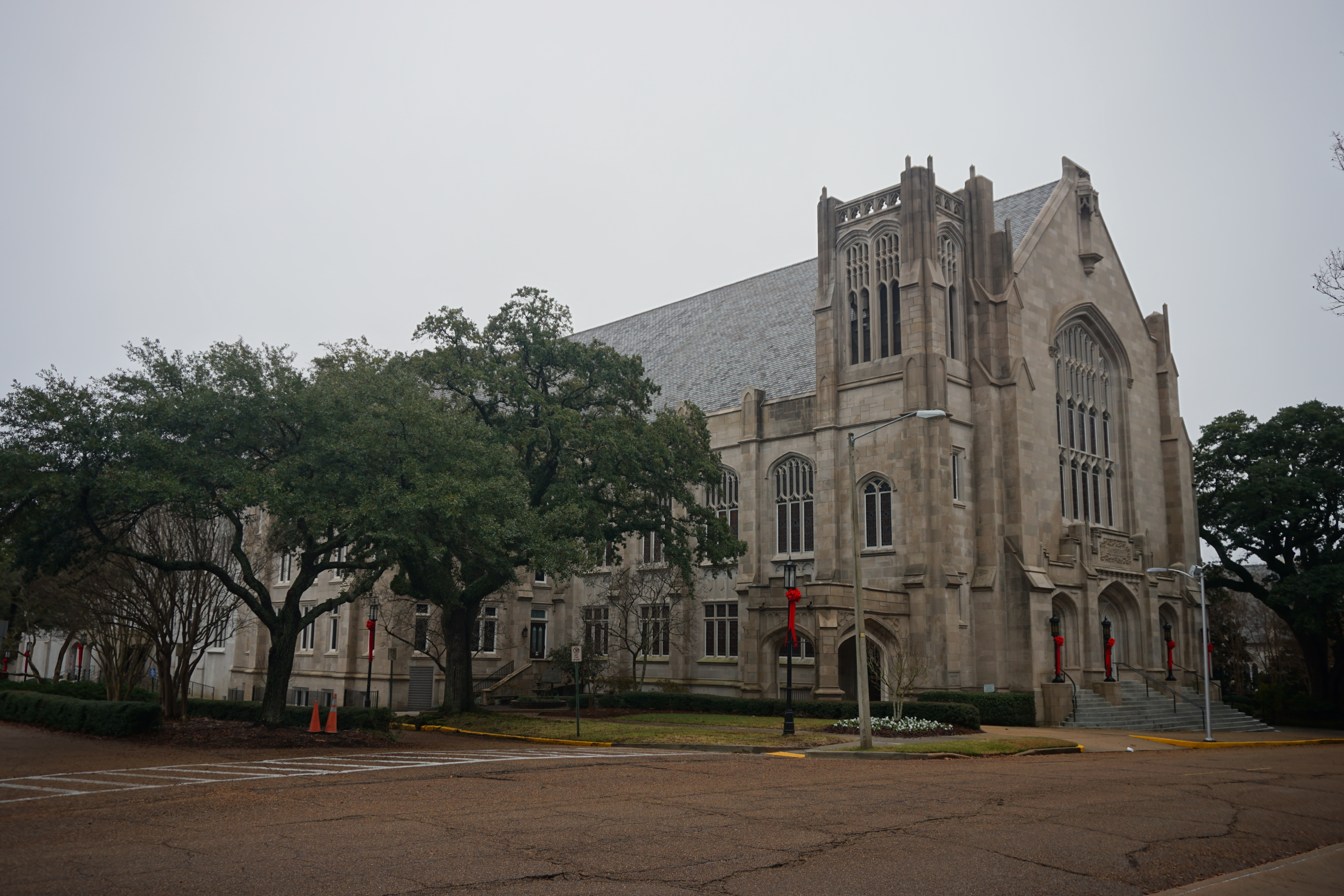
Pierwszy Kościół Baptystów w Jackson.

- protestantyzm – 77% (w większości baptyści, ale także metodyści, zielonoświątkowcy, campbellici, prezbiterianie i inni)
- bez religii – 14%
- katolicyzm – 4%
- mormoni – 1%
- pozostali chrześcijanie – 1%
- pozostałe religie – 2%.

## Polityka
Missisipi jest najbardziej konserwatywnym stanem w USA, z 50% mieszkańców uważających się za konserwatystów, 29% mieszkańców jest umiarkowanych, a 12% liberalnych. W wyborach prezydenckich od 1980 roku nieprzerwanie zwyciężają Republikanie. W wyborach w 2020 roku na Donalda Trumpa swój głos oddało 57,6% wyborców.
W 2004 roku wyborcy z Missisipi zatwierdzili stanową poprawkę do Konstytucji zakazującą małżeństw osób tej samej płci i zakazującą uznawania takich małżeństw zawieranych poza stanem. Poprawka została zatwierdzona stosunkiem głosów 86% do 14%.
Sondaż przeprowadzony w 2014 roku przez Pew Research Center wykazał, że 59% populacji stanu popiera zakaz aborcji we wszystkich lub w większości przypadków, podczas gdy tylko 36% populacji jest zdania, że aborcja powinna być legalna we wszystkich lub w większości przypadków.